# Vexillum aureolatum
Vexillum (Pusia) aureolatum, tên tiếng Anh: Golden Mitre, là một loài ốc biển nhỏ, là động vật thân mềm chân bụng sống ở biển trong họ Costellariidae.

## Miêu tả
Loài này có kích thước giữa 8 mm and 29 mm

## Phân bố
Chúng phân bố ở Biển Đỏ và ở Ấn Độ Dương dọc theo Madagascar và Mauritius và in the tropical hải vực Ấn Độ Dương-Thái Bình Dương.